# Rainer Maria Rilke
Rainer Maria Rilke, nome completo René Karl Wilhelm Johann Josef Maria Rilke (IPA: [ˈʁaɪnɐ maˈʁiːa ˈʁɪlkə]; Praga, 4 dicembre 1875 – Les Planches, 29 dicembre 1926), è stato uno scrittore, poeta e drammaturgo austriaco di origine boema.
È considerato uno dei più importanti poeti di lingua tedesca del XX secolo. Autore di opere sia in prosa che in poesia, è famoso soprattutto per le Elegie duinesi (iniziate durante un soggiorno a Duino), i Sonetti a Orfeo e I quaderni di Malte Laurids Brigge.

## Biografia

### Infanzia e giovinezza

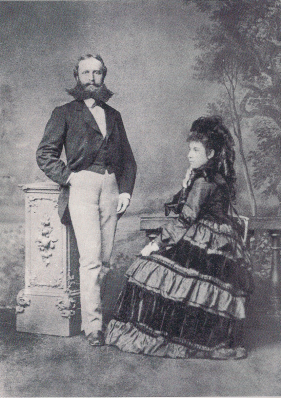
I genitori di Rilke, nel 1873

Rilke nacque a Praga, secondogenito di Josef Rilke (Sperning, Boemia, 25 settembre 1838 – Praga, 14 marzo 1906) e Sophia (Phia) Entz (Praga, 4 maggio 1851–1931), nella casa di Heinrichgasse 19 (non più esistente). Il padre era un amministratore che lavorava per i conti Hartig, ex militare che però non aveva mai raggiunto il ruolo di ufficiale: con l'aiuto del fratello Jaroslav riuscì, una volta chiesto e ottenuto il congedo dall'esercito nel 1865, a ricoprire l'incarico di funzionario alla Turnau-Kralup-Prag, una compagnia ferroviaria allora di recente fondazione. La madre, invece, era figlia di Karl Entz, industriale e consigliere imperiale. Gli antenati di Rilke erano originari di Türmitz e il capostipite della famiglia fu Donath Rilke, che morì nel 1625.

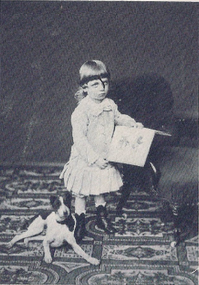
Rilke a tre anni

Nel 1882 René Rilke (così era registrato all'anagrafe) entrò nella scuola elementare tedesca a Praga, e la frequentò fino al 1886: durante quegli anni ottenne buoni voti, benché spesso assente per motivi di salute. Nel 1884 i genitori si separarono, e Rilke fu affidato alla madre, che nel 1886 lo fece entrare nella scuola militare di Sankt Pölten: questo periodo fu per Rilke uno dei più ardui. Già nel 1884 aveva iniziato a scrivere brevi poesie: a esse si aggiunsero, nel periodo alla scuola militare, anche un diario e un libro storico, intitolato Storia della Guerra dei Trent'anni.
Il 1º settembre 1890 venne ammesso alla scuola militare superiore di Mährisch-Weisskirchen, avendo superato l'esame iniziale: l'anno seguente però chiese al padre di lasciare l'istituto prima d'aver conseguito il diploma; il padre acconsentì. Il 10 settembre sulla rivista di Vienna Das interessante Blatt comparve una poesia di Rilke, intitolata Die Schleppe ist nun Mode: fu la prima opera dell'autore a essere pubblicata. A metà settembre iniziò un corso, della durata prevista di tre anni, all'Accademia del Commercio di Linz: lasciò però gli studi nel 1892, prima d'aver conseguito il diploma. Il periodo a Linz lo vide scrivere la maggior parte delle poesie pubblicate poi nella raccolta Leben und Lieder.
Nel giugno 1892 ricevette dallo zio Jaroslav una somma mensile perché si finanziasse gli studi di scuola superiore e si iscrivesse poi alla facoltà di Giurisprudenza. Nel periodo estivo visse a Schönfeld (Krásno), iniziando a studiare privatamente, e rinunciò alla carriera militare, progettando di divenire un poeta; scrisse inoltre altre poesie, anch'esse incluse, in seguito, in Leben und Lieder. Nell'autunno del 1892 iniziò a studiare, da privatista, per conseguire il diploma di maturità, sostenendo esami semestrali a Prag-Neustadt. Il 12 dicembre, con la morte di Jaroslav Rilke, l'onere delle spese di sostentamento per Rainer Maria passa alle figlie dello zio.
Nel gennaio 1893 Rilke conobbe Valerie von David-Rhonfeld, con cui intrattenne per due anni un intenso legame epistolare; le scrisse inoltre alcune poesie, per un totale di 130 scritti, tutti andati perduti. Il 29 aprile di quello stesso anno fu pubblicata la sua prima opera in prosa, intitolata Feder und Schwert. Ein Dialog, che apparve sul Deutsches Abendblatt di Praga. In dicembre, con la pubblicazione delle sue Lautenlieder I-IV, Rilke divenne maggiormente conosciuto, specialmente ai lettori appassionati di poesia, che lessero la sua opera sulla rivista Jung-Deutschlands Musenalmanach.
Nel 1894 scrisse un racconto autobiografico, Pierre Dumont, che però non venne pubblicato; nel novembre di quell'anno uscì Leben und Lieder, volume di poesie, dedicato dall'autore a Valerie von David-Rhonfeld. Nel 1895 si diplomò con lode al Graben-Gymnasium, a Praga, compiendo in tre anni studi che avrebbero dovuto occupare 8 anni.
Nell'ottobre 1895 entrò a far parte del Concordia e del Verein Deutscher Bildender Künstler in Böhmen, due associazioni culturali di Praga che riunivano autori di lingua tedesca; lì conobbe molti altri scrittori, tra cui Emil Orlik e Hugo Steiner. Nell'autunno s'interruppe il legame con Valerie von David-Rhonfeld, e ad ottobre Rilke si iscrisse alla Carl-Ferdinands-Universität, seguendo corsi di storia dell'arte, filosofia e storia della letteratura. A Natale uscì il suo secondo volume di poesie, Larenopfer, edito da Dominicus. Alla fine del 1895 uscì, a opera di Rilke (che lo fece anche stampare personalmente), il primo numero della rivista Wegwarten, distribuita gratuitamente: in essa erano contenute 21 poesie dell'autore.

### Monaco, Russia, il matrimonio e Parigi

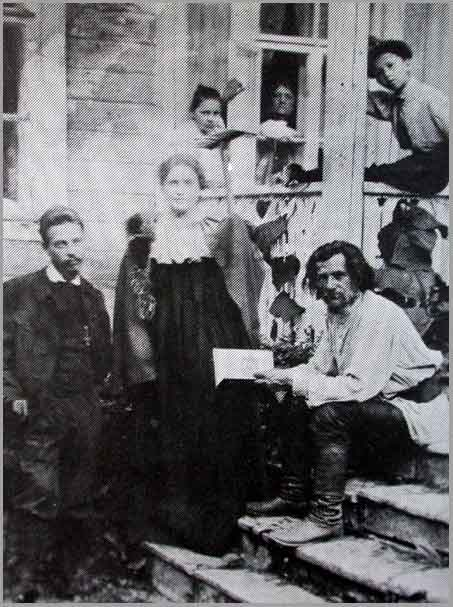
Rilke (a sinistra) durante il viaggio in Russia del 1900

Nel 1896 Rilke contattò Arthur Schnitzler, chiedendogli di esprimere un parere circa le sue opere. Dopo un viaggio a Vienna nel maggio di quell'anno (durante il quale conobbe Karl Kraus), Rilke passò alla facoltà di Giurisprudenza a Praga; il 29 settembre il poeta si trasferì a Monaco di Baviera, ove studiò Filosofia all'Università. Qualche giorno più tardi inizia a scrivere le Christus-Visionen; a dicembre uscì il suo terzo volume di liriche, intitolato Traumgekrönt. Nel 1897 frequentò spesso i salotti letterari della città di Monaco, incontrando numerosi intellettuali: a questi dedicherà poi le poesie contenute in Advent. Il 28 marzo visitò Venezia per la prima volta; il 12 maggio incontrò l'intellettuale Lou Andreas-Salomé, con cui iniziò una relazione affettiva ed un lungo rapporto epistolare, che si concluse solo con la morte del poeta. Il 4 giugno, in seguito alla visita di leva, venne esonerato dal servizio militare: 10 giorni dopo si trasferì, per l'estate, a Wolfratshausen, insieme a Lou Salomé e a Frieda von Bülow. Li raggiunsero, più avanti, August Endell e Carl Friedrich Andreas, marito di Salomé. Nel dicembre 1897 pubblicò il dramma Ohne Gegenwart, e scrisse numerose poesie per Lou Salomé, tutte rimaste inedite. A Natale l'editore Friesenhahn, di Lipsia, pubblicò la raccolta Advent.
Nel 1898 studiò l'arte e la letteratura italiana, concentrandosi sul periodo del Quattrocento: a marzo di quell'anno iniziò a collaborare con la rivista Ver Sacrum, pubblicata a Vienna. Ad aprile giunse a Firenze, città in cui rimane sino al 10 maggio: a metà del mese iniziò a scrivere il diario di viaggio intitolato Florenzer Tagebuch, e nel giardino di Boboli incontrò Stefan George; sempre nella città toscana conobbe Heinrich Vogeler. Il 1º agosto si trasferì a Villa Waldfrieden, a Berlino.
Nell'aprile 1899] Rilke si iscrisse all'Università di Berlino, alla facoltà di Storia dell'arte, frequentando i corsi di Breysig e di Georg Simmel. Il 25 aprile partì per la Russia, accompagnato da Salomé e Andreas: a Mosca incontrò Lev Tolstoj, Leonid Pasternak e Paul Trubeckoj; il viaggio comprese anche due tappe a San Pietroburgo. Il viaggio lasciò a Rilke una passione per l'arte e la letteratura russa, che coltivò nei mesi a seguire. A Berlino l'editore Georg Heinrich Meyer pubblicò la sua opera Mir zur Feier, che raccolse le opere scritte negli anni precedenti (novembre 1897-maggio 1898). Nel gennaio 1900 l'autore pubblicò un saggio sull'arte russa, pubblicato da Die Zeit; nel mese seguente iniziò la corrispondenza con Pasternak, incontrato durante il soggiorno a Mosca. Il 7 maggio partì nuovamente alla volta della Russia, con Lou Salomé: durante questa seconda esperienza in Russia, Rilke fece nuovamente visita a Tolstoj, e trascorse parte del tempo viaggiando all'interno del Paese. Rilke e Salomé tornarono in Germania il 24 agosto, dopo aver visitato, tra le altre, Kiev, Poltava, Saratov e Samara.
Nel 1901 ricevette la visita di Paula Becker, pittrice, che nelle settimane seguenti venne sovente ospitata a casa sua. Una lettera di Lou Salomé, scritta il 26 febbraio, interruppe i rapporti tra lei e Rilke per circa un anno e mezzo. Il 28 aprile 1901 Rilke sposò la scultrice Clara Westhoff a Brema: il 12 dicembre nacque la figlia Ruth. Nel 1902 accettò l'invito del principe di Schönaich-Carolath, e si trasferì per qualche settimana al suo castello, ad Haseldorf: lì corregge il suo Buch der Bilder, e si occupa dei documenti presenti nell'archivio. A giugno Rilke iniziò a scrivere una monografia sull'opera di Auguste Rodin, di cui poi diverrà amico, grazie anche alle frequenti visite a Rodin a Parigi, necessarie alla stesura della monografia. A ottobre la moglie Clara raggiunse Rilke nella capitale francese. Il poeta lasciò poi Parigi nel giugno 1903 – la monografia su Rodin fu pubblicata da Bard nel marzo dello stesso anno – e, tra il 30 giugno e il 21 agosto, scrisse 8 lettere a Lou Salomé, raccontandole le sofferenze provate, l'esperienza con Rodin e parlandole delle sue poesie.

### Roma, Scandinavia e ancora Parigi

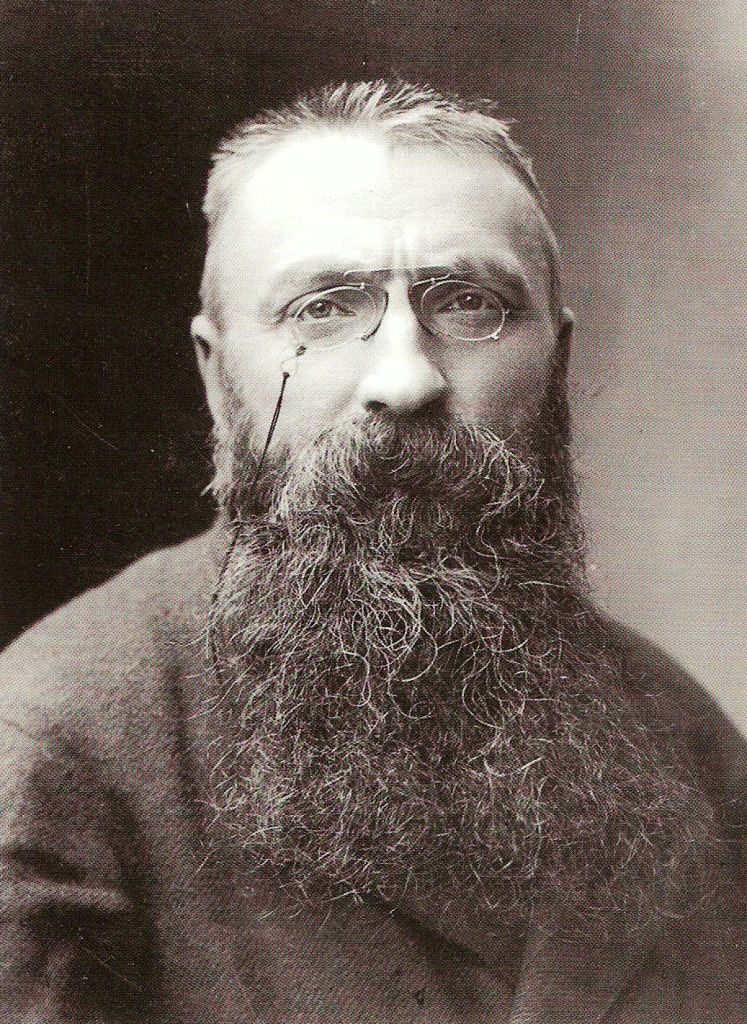
Auguste Rodin

Il 10 settembre 1903 Rilke giunse a Roma, dove visse per 9 mesi, fino al giugno 1904: lì scrisse tre liriche in endecasillabi sciolti, Hetären-Gräber, Orpheus. Eurydike. Hermes e Geburt der Venus, aggiunte a conclusione del Neue Gedichte, e a febbraio iniziò a scrivere Die Aufzeichnungen des Malte Laurids Brigge, concluso sei anni dopo. Il 28 maggio accolse l'invito di Ernst Norlind e Hanna Larsson e si trasferì per l'estate in Svezia, a Borgeby Gård, ove rimase dal 25 giugno al 12 settembre del 1904. Nel Paese scandinavo lesse Kierkegaard e rimaneggiò il suo Cornet, pubblicato poi da Deutsche Arbeit nell'autunno del 1904: il 12 settembre si spostò in Danimarca, a Copenaghen, dove venne raggiunto dalla consorte Clara Westhoff; tra ottobre e dicembre visse a Furuborg. A novembre riprende a scrivere poesie, dopo molto tempo: le liriche composte in questo periodo furono incluse nel Buch der Bilder; il 18 novembre concluse la Weisse Fürstin, e il 9 dicembre lasciò definitivamente Copenaghen: non fece più ritorno né in Danimarca, né in Svezia. Trascorse l'inverno a Oberneuland.

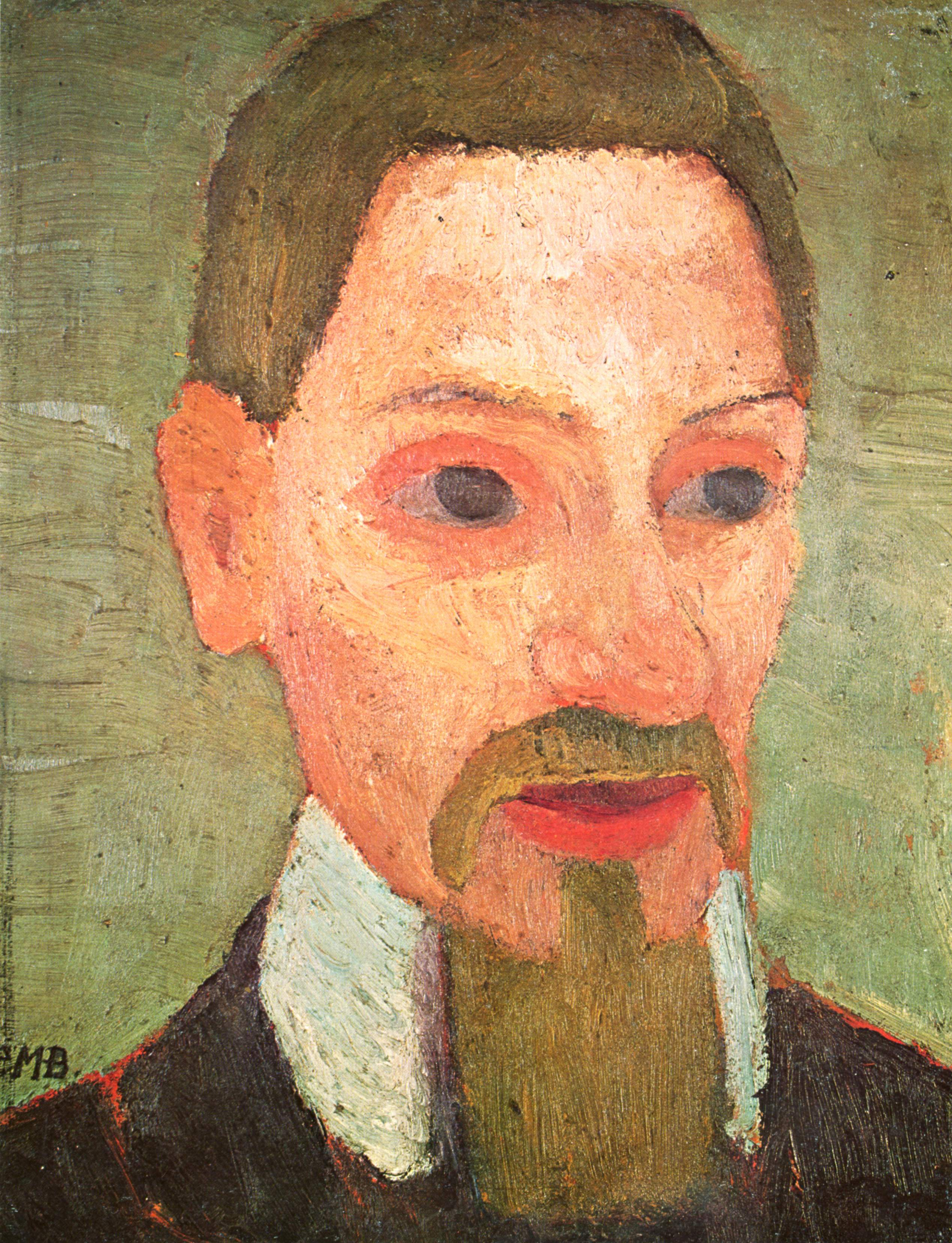
Paula Modersohn-BeckerRitratto di Rilke1906

Nel 1905 Rilke prese contatti con la casa editrice Insel, proponendole tre suoi manoscritti: l'editore accettò. Dopo un breve soggiorno a Berlino tornò a Worpswede: a giugno ebbe l'occasione di rivedere, dopo 4 anni, Lou Salomé, che nell'ottobre 1903 si era trasferita a Gottinga con il marito. Tra fine giugno e metà luglio rimase a Berlino, frequentando le lezioni del professor Simmel; per tre mesi poi, tra luglio e settembre, fu ospitato dalla contessa Schwerin nel suo castello di Friedelhausen.
Il 2 settembre Rilke ricevette un telegramma di Rodin, e accettò gratamente la sua proposta di trasferirsi a Meudon: 10 giorni dopo iniziò il suo secondo periodo parigino. Lì lavorò come segretario di Rodin; tenne anche delle conferenze a Dresda e a Praga. Nel dicembre 1905 uscì il Das Stunden-Buch, edito da Insel, che l'autore dedicò a Lou Salomé. Nel corso dell'inverno si dedicò alla scrittura di nuove poesie.
A Berlino, il 2 marzo 1906, ebbe per la prima volta l'occasione di leggere alcuni estratti delle sue opere di fronte al pubblico tedesco, durante una serata al Verein für Kunst. Il 14 marzo morì il padre a Praga, e Rilke rimase nella sua città natale fino al 19 del mese; ritornò a Parigi il 30 marzo, dopo essere passato da Berlino per una conferenza su Rodin. In primavera compose altre poesie; il 26 aprile incontrò Sidie Nádherný, con cui stabilì una lunga amicizia. Il 10 maggio, dopo aver litigato con Rodin, si trasferì a Parigi, lasciando Meudon, andando ad abitare in una pensione a rue Cassette. Nel corso dell'anno proseguì a lavorare sui Neue Gedichte. Nell'agosto 1906 viaggiò attraverso il Belgio, visitando Furnes, Ypern e Bruges, insieme alla moglie e alla figlia. La moglie si stabilì poi a Berlino, mentre Rilke viaggiò verso Capri, ove rimase per circa 6 mesi (4 dicembre-20 maggio).

### Italia e nuovi soggiorni a Parigi

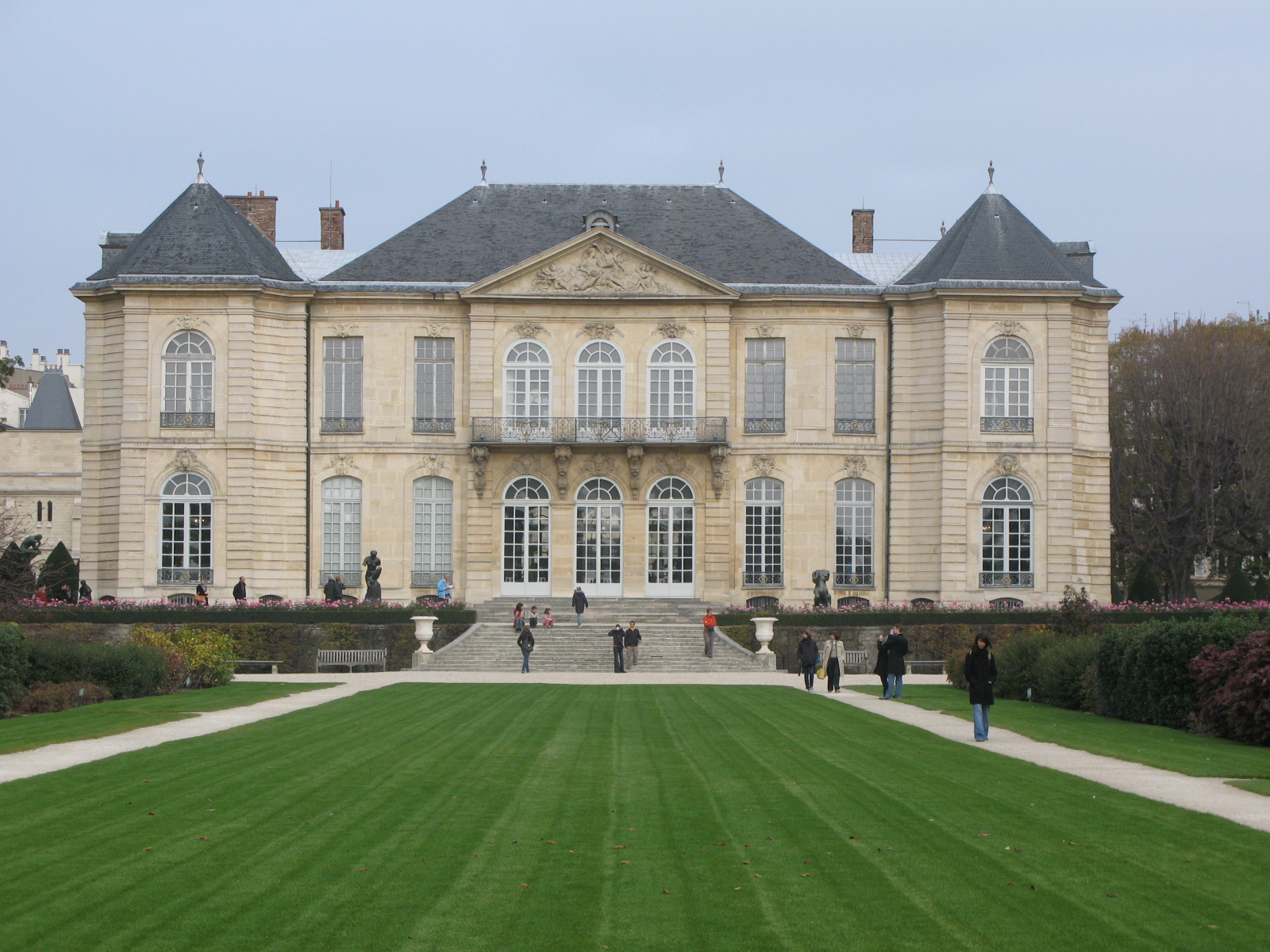
L'Hôtel Biron, oggi Museo Rodin

Mentre era a Capri, Rilke abitò in una casa del parco di Villa Discopoli; il 12 gennaio si trasferì a Napoli, rimanendovi fino al 16: la moglie Clara preparava un viaggio in Egitto, e i suoi resoconti sull'esperienza impressionarono notevolmente Rilke. Nel frattempo, l'autore concordò con Hofmannsthal la sua collaborazione con la rivista Der Morgen, contribuendovi con le sue poesie; il 10 aprile terminò la traduzione dei "sonetti portoghesi" di Elizabeth Barrett Browning, eseguita insieme ad Alice Faehndrich: la traduzione verrà pubblicata nel maggio 1908. Il 12 aprile visita Gorkij; dal 16 al 28 maggio visse a Napoli con la moglie, per poi trasferirsi, il 31 maggio, a Parigi. Il suo terzo periodo nella capitale francese durò fino al 30 ottobre; nel luglio 1907 la rielaborazione della conferenza su Rodin divenne un'ulteriore monografia sull'artista francese. Il 24 luglio scrisse Sappho an Alkaios, l'ultimo componimento del primo volume dei Neue Gedichte; il secondo libro (99 liriche) fu scritto tra il 31 luglio 1907 e il 2 agosto 1908. In inverno visitò frequentemente le sale Cézanne, rimanendo affascinato dalle opere del pittore; il 26 ottobre lasciò Parigi, e tenne conferenze a Praga, Breslavia e Vienna. Ricompose inoltre il legame con Rodin, riprendendo a inviargli lettere: a Hietzing, Rilke visitò Rudolf Kassner, cui poi rimase legato da una solida amicizia. Nel 1926 gli dedicò e consegnò il manoscritto delle "Poesia alla notte" e, in seguito, gli dedicò anche l'ottava delle "Elegie duinesi". Entrambi frequentavano il castello della principessa Marie von Thurn und Taxis, a Duino. Kassner rimase uno dei pochissimi confidenti di Rilke.
Il 26 novembre scrisse invece la prima lettera a Mimi Romanelli, incontrata a Venezia la settimana precedente; a dicembre lasciò Venezia e ripartì verso la Germania, ove trascorse l'inverno (nuovamente a Oberneuland, con la famiglia). Nel dicembre 1907 venne pubblicato il Neue Gedichte von Rainer Maria Rilke, dedicato a Karl ed Elisabeth von der Heydt.
Nel febbraio 1908 tornò a Capri, lasciandola in aprile per visitare Napoli, Roma e Firenze; il 1º maggio fece ritorno a Parigi, stabilendosi a rue Campagne-Première. Il 31 agosto si trasferì a rue de Varenne, all'Hôtel Biron, dividendo la casa con Jean Cocteau, Isadora Duncan e Rodin. Il soggiorno all'Hôtel Biron fu lungo (oltre tre anni) e segnò un cambiamento nella vita dell'autore. Nel novembre 1908 l'editore Insel pubblicò il secondo volume dei Neue Gedichte, dedicato a Rodin; Rilke fu poi colto da una lunga malattia, che durò da metà febbraio 1909 fino ai primi giorni dell'estate: questa infermità gli impedì di continuare a occuparsi della stesura del Malte. Ripresosi, in estate viaggiò nella Foresta Nera e visitò Strasburg, Bad Rippoldsau e Colmar, nonché la Provenza, il cui scenario (e specialmente le pietre di Les Baux) trovò spazio nel Malte. Il 10 dicembre 1909 Rilke ricevette la prima lettera di Marie von Thurn und Taxis-Hohenlohe, principessa con cui intrattenne un carteggio che, alla morte del poeta, contò 460 lettere. L'8 gennaio lasciò Parigi per tenere delle conferenze a Elberfeld, Lipsia e Jena: a Lipsia dettò i Quaderni di Malte durante il periodo in cui fu ospitato dalla famiglia Kippenberg. Trascorse i primi mesi del 1910 tra Berlino e Lipsia, ove conobbe la contessa Helene von Nostitz,  e fece ritorno a Parigi il 12 maggio, stabilendosi nuovamente all'Hôtel Biron. Nel mese di giugno conobbe André Gide, ma il 7 luglio, non riuscendo a lavorare, lasciò Parigi, trasferendosi a Oberneuland (per l'ultima volta) e poi in Boemia, ospite dei Nádherný; il 30 ottobre tornò a Parigi. Tra il novembre 1910 e il marzo 1911 Rilke fu in Africa, ove visitò Algeri, Tunisi e l'Egitto; Rilke concluse il 1910 a Napoli.

### La separazione e Duino

Il castello di Duino

Il 6 gennaio 1911 Rilke partì con alcuni suoi amici verso l'Egitto, salpando da Napoli; iniziò poi un viaggio lungo il fiume Nilo, per nave, che porterà la compagnia a visitare numerosi monumenti della civiltà egizia, tra cui la Sfinge, la Valle dei Re, le Piramidi di Giza, Luxor, Karnak e Il Cairo. A marzo incominciò il viaggio di ritorno, che si concluse a Venezia; il 6 aprile Rilke fece ritorno a Parigi. A maggio André Gide tradusse due brani dei Quaderni di Malte Laurids Brigge in lingua francese, con l'aiuto di Aline Mayrisch de Saint-Hubert, e la traduzione fu pubblicata nella Nouvelle Revue Française: Rilke apprezzò molto il lavoro di Gide. Sempre a maggio, Rilke si cimenta nella traduzione: volge in tedesco Le centaure, scritto da Maurice de Guérin; tra agosto e settembre viaggiò tra Praga, Janowitz, Lautschin, Weimar, Lipsia e Berlino, e a Monaco di Baviera incontrò la moglie Clara, da cui stava per separarsi, e concordò con lei che la figlia Ruth dovesse vivere con la madre a Monaco. La separazione giunse consensualmente, e non ebbe grandi ripercussioni sull'autore. Tra l'ottobre 1911 il maggio 1912 venne ospitato a Duino da Maria Augusta di Thurn und Taxis; il viaggio durò 10 giorni e attraversò molte città, tra cui Avallon, Lione, Avignone, Savona, Sanremo, Piacenza e Bologna. Il 21 gennaio Rilke terminò la Prima elegia duinese.
Rilke trascorse alcuni mesi a Duino, intervallando i periodi nella località triestina con alcuni viaggi a Venezia; il 1º luglio Rilke conobbe Eleonora Duse, che già aveva visto recitare a teatro, e la frequentò per tutto il mese di luglio. Il poeta progettò poi un viaggio in Spagna, impressionato dai paesaggi della pittura di El Greco: visitò Toledo, Córdoba e Siviglia. Passò anche per Ronda e Madrid, componendo la Spanische Trilogie (tre poesie). Nel febbraio 1913 tornò a Parigi, e fece alcuni viaggi in Germania,dove nell'estate andò a visitare ad Heiligendamm la contessa Helene von Nostitz e la sua famiglia, componendo due poesie ispirandosi alla nobildonna; tornando poi a Berlino, nella Foresta Nera ed a Lipsia incontrò Anton Kippenberg; visse poi a Berlino e Monaco, e l'8 settembre Lou Salomé presentò Sigmund Freud a Rilke. Più tardi, il 5 ottobre, conobbe anche il poeta Franz Werfel, ammirato da Rilke, durante una rappresentazione teatrale a Hellerau. Tra il novembre 1913 e il febbraio 1914 fu nuovamente a Parigi. A fine novembre iniziò a tradurre un'opera di Gide, Le retour de l'enfant prodigue; il risultato fu poi corretto da entrambi gli autori, e la traduzione fu pubblicata da Insel con il titolo Die Rückkehr des verlorenen Sohnes.

### Ancora Parigi, Vienna e Monaco

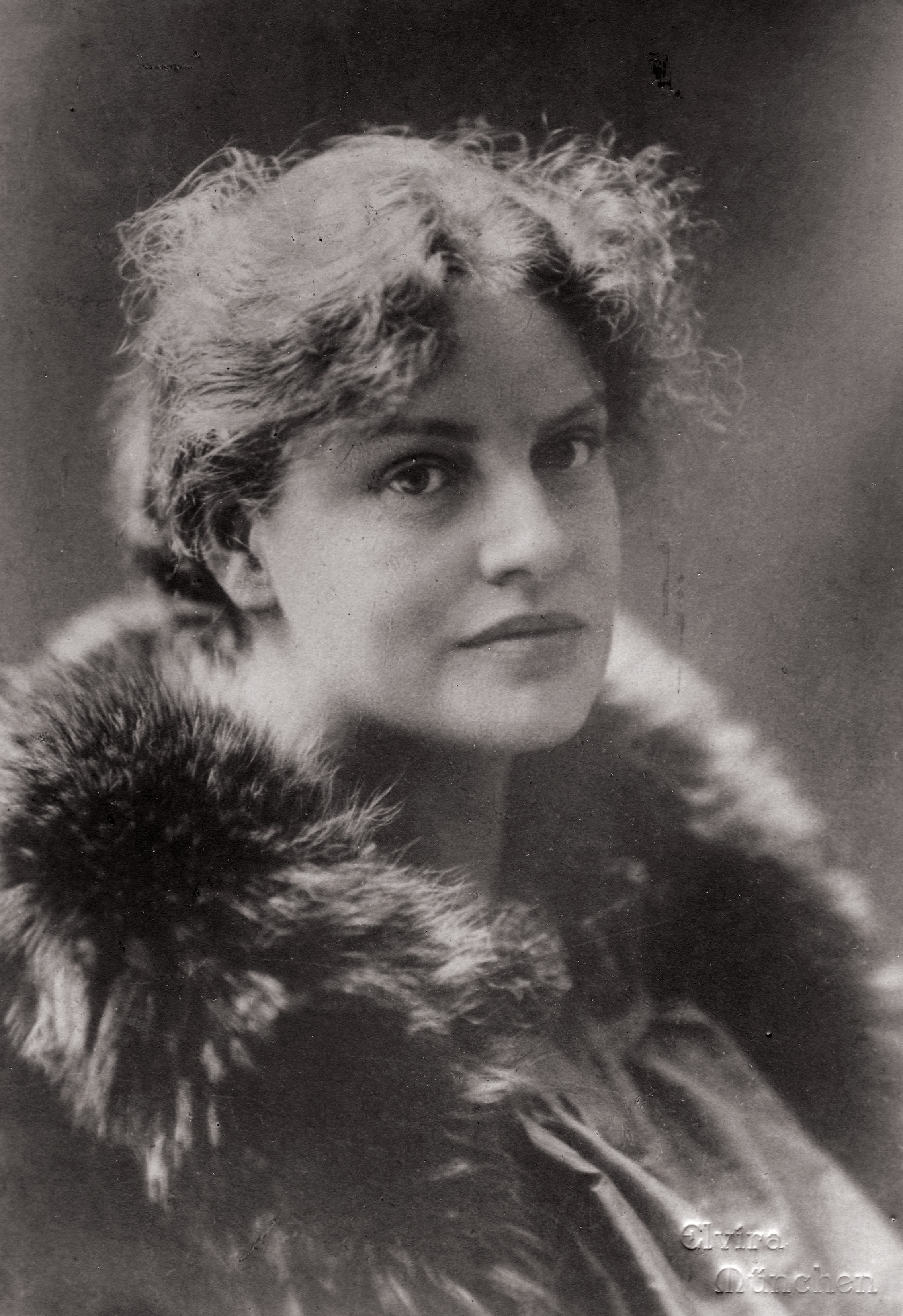
Lou Salomé, foto di Sophia Goudstikker, 1897 circa

Il 4 maggio 1914 lasciò definitivamente Duino, e si trasferì dapprima a Venezia, poi ad Assisi, e infine tornò a Parigi il 26 maggio; a giugno ha uno scambio di lettere con Lou Salomé. Tra il 19 e il 20 giugno scrisse Wendung, che poi inviò a Salomé. Il 19 luglio lasciò Parigi, facendo ritorno in Germania: dopo essere stato a Gottinga e a Lipsia, giunge a Monaco di Baviera; la pittrice Lou Albert-Lasard, conosciuta il 17 settembre, fu la sua compagna negli anni trascorsi nella città bavarese. Rilke concluse il 1914 con un soggiorno di circa due mesi a Berlino. Nel 1915 amplia le sue letture, e si appassiona alle opere di August Strindberg, Fëdor Dostoevskij, Michel de Montaigne e Gustave Flaubert. Nell'autunno di quell'anno ricevette l'ultima visita della madre; venne inoltre a sapere che i beni contenuti nei suoi alloggi di Parigi erano stati messi all'asta; Rilke si trasferì poi, il 21 ottobre, a Villa Alberti, situata nella Keferstrasse, e vi trascorre un periodo lontano dalle persone, in solitudine, concentrandosi sulla scrittura. Il 24 novembre viene trovato idoneo all'arruolamento, e destinato a Turnau: lo scrittore cercò, tramite Marie Taxis, Philipp Schey e altri amici, di evitare l'arruolamento, o almeno di trasformarlo in servizio civile, ma ogni tentativo fu vano. Si sottopose pertanto all'addestramento in una caserma viennese, ma il 9 giugno ottiene il congedo, dopo aver lavorato all'Archivio di Guerra di Vienna insieme, tra gli altri, a Stefan Zweig, Alfred Polgar e Ludwig Kirchtaler.
A metà luglio fece quindi ritorno a Monaco; il 27 novembre il suo amico Émile Verhaeren morì in Belgio per un incidente: questa perdita fu accolta con grande dispiacere da Rilke. Lasciò poi Villa Alberti, raccogliendo tutti i suoi averi prima di partire verso Berlino, ove rimase dal 18 al 24 luglio: venne poi ospitato, fino a ottobre, da Hertha Koenig, a Böckel. Tornato a Berlino, Rilke incontrò molti vecchi amici, e fece nuove conoscenze: dopo la morte di Rodin (17 novembre), il 9 dicembre lasciò anche la capitale tedesca, stavolta in via definitiva. Seguì un ulteriore periodo a Monaco, durante il quale scrisse a Katharina Kippenberg, dichiarandosi entusiasta sostenitore della Rivoluzione d'ottobre; con l'arrivo di Kippenberg il 15 aprile 1918, Rilke uscì dal parziale isolamento dei mesi passati, e frequentò, insieme a lei, diversi artisti; l'8 maggio si trasferì in un atelier nella Ainmillerstrasse: in questa dimora ricevette molte visite di suoi amici e conoscenti. Nella primavera di quell'anno si dedicò alla traduzione delle poesie di Michelangelo; più avanti, nel periodo estivo, fece pubblicare la prosa Erlebnis, scritta a Ronda anni prima, che lo stesso autore considera per lui importantissima. L'11 novembre ricevette un invito a trasferirsi in Svizzera: tuttavia, partì solo qualche mese dopo, rimanendo a Monaco nel periodo della Rivoluzione repubblicana, sulla quale però, tramite alcune lettere, esprime le sue perplessità. Rilke vide sua figlia per l'ultima volta nella primavera 1919 a Monaco; Ruth si trasferì poi a Oberneuland. Nello stesso periodo lo scrittore si dedica alla traduzione di quattro poesie di Mallarmé; dopo aver subìto una perquisizione in casa durante il passaggio alla Repubblica e aver visto Lou Salomé, giunta a Monaco qualche settimana prima, Rilke lasciò per sempre la Germania, trasferendosi in Svizzera.

### Gli anni in Svizzera

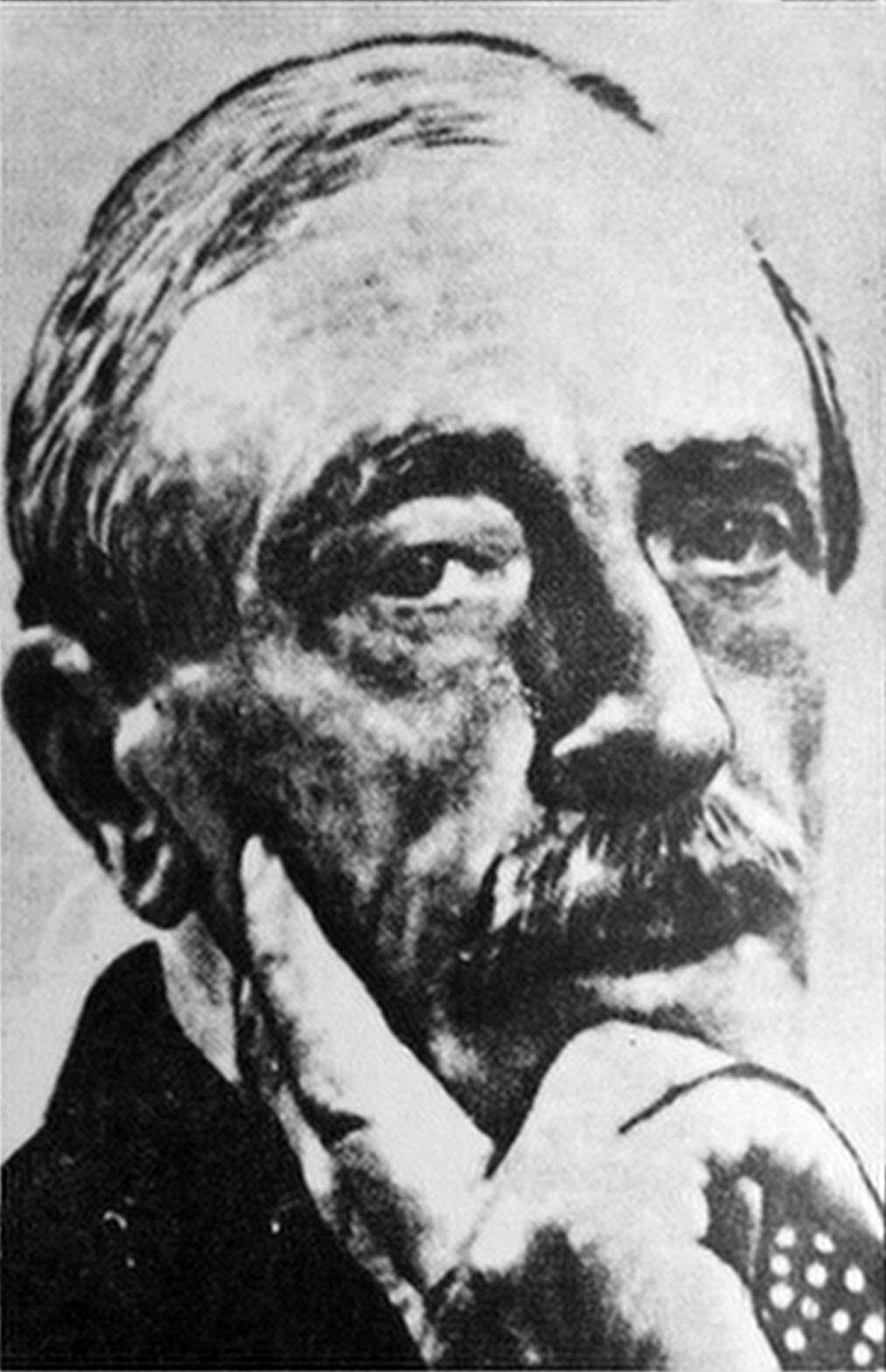
Valéry, figura fondamentale per gli ultimi anni di Rilke

Il 12 giugno Rilke giunse a Zurigo, ove rimase fino al 15 giugno, dimorando all'Hôtel Eden au Lac; fu poi ospite di Mary Dobrzensky a Nyon; ottenuta la proroga del permesso di soggiorno, si trasferì a Berna. A Zurigo incontrò Ferruccio Busoni e Jean Lurçat; a Sils im Engadin incontrò Inga Junghanns, traduttrice del suo Malte. Lasciata l'Engadina giunse a Soglio, dove conobbe Gudi Nölke, con cui stabilì una lunga amicizia e un duraturo rapporto epistolare (46 lettere). Il 10 settembre, con la dissoluzione dell'Impero austro-ungarico, Rilke diviene apolide: trascorse poi qualche tempo a Losanna, Ginevra e Brissago. A Zurigo conobbe Nanny Wunderly-Volkart, che negli anni svizzeri di Rilke sarà la sua più grande amica: il poeta le inviò 460 lettere. Trascorse l'inverno 1919 in diverse città della Svizzera, partecipando a letture pubbliche delle sue opere e a conferenze: trascorse gli ultimi giorni del '19 e i primi del '20 a Locarno, alla pensione Villa Muralto. Nel 1920 si trasferì a Schönenberg, vicino a Pratteln, ospitato da Dory von der Mühll: per restare in Svizzera, lo scrittore è costretto a farsi consegnare un passaporto ceco. Tra giugno e luglio trascorse un mese a Venezia, e tornò poi a Schönenberg: da lì attraversò la Svizzera, tornando a Ginevra, Berna e Zurigo; durante questi viaggi conobbe l'architetto Guido von Salis. Trascorse l'inverno 1920 al castello di Berg am Irchel, e compose alcune elegie; a gennaio dovette interrompere il lavoro per stare accanto a Baladine Klossowska, ammalata a Ginevra; tornò poi a Berg a febbraio. Rilke dovette poi far chiudere la casa di Monaco (che rischiava d'essere sequestrata), per salvare i propri documenti, e contattò Kippenberg affinché li facesse trasportare a Lipsia. A febbraio tradusse anche dei testi di Paul Valéry, e alcune delle Stances di Jean Moréas; le traduzioni di queste ultime non saranno però pubblicate.
Le opere di Paul Valéry ebbero un ruolo importante per Rilke, che le considerò una «rivelazione», come scrisse a Gide. Lo stesso Gide gli fornì, più avanti, altri scritti di Valéry; il 17 settembre, con una lettera a Nanny Wunderly, Rilke annunciò il fidanzamento della figlia Ruth con Carl Sieber: i due, dopo la morte dello scrittore, furono curatori della pubblicazione delle lettere scritte da Rilke. Il 17 dicembre 1921 il poeta ricevette la prima lettera da Valéry: nei primi giorni del 1922 operò intensamente, scrivendo molte poesie, completando alcune delle Elegie duinesi e componendone altre che andranno poi ad accrescere la raccolta Sonetti a Orfeo. Dal 20 marzo all'11 aprile fu impegnato nella traduzione di Ébauche d'un serpent di Valéry; il 18 maggio la figlia sposò Sieber. Per tutto l'anno Rilke lesse avidamente le opere di Valéry, talvolta traducendole, come nel caso di Ode secrète, di alcuni sonetti degli Charmes e del Cantique des colonnes. Il 20 gennaio 1923 ricevette una lettera dello scrittore alsaziano Maurice Betz, in cui il giovane gli chiedeva di poter tradurre in francese il suo Malte: Rilke accettò a marzo dello stesso anno. Il 26 aprile i beni di Rilke furono dissequestrati, ed egli poté così mettere in salvo molti documenti grazie all'aiuto di André Gide, che li mise nei sotterranei dell'editrice Gallimard.

### L'ultimo periodo e la morte
Dal 1923 la sua salute cominciò a declinare. Sofferente di dolori all'intestino, Rilke fu ricoverato, il 22 agosto, nel sanatorio di Schöneck presso Emmetten, in stato di deperimento: pesava solo 49 chili e presentava alcuni rigonfiamenti nel tessuto intestinale. Lasciò il sanatorio e tornò a Lucerna il 22 settembre; durante il ricovero scrisse alcune poesie, tra cui tre in lingua francese: Le dormeur, Pégase e Prière de la trop peu Indifférente. Il 2 novembre nacque Christine Sieber-Rilke, prima nipote del poeta; in inverno, però, con la partenza di Baladine, Rilke rimase solo, e visse un periodo di solitudine e crisi psicofisica. Il 28 dicembre 1923 Rilke soggiornò per la prima volta nel sanatorio di Val-Mont (Les Planches), curato dal dottor Hämmerli, e venne sottoposto ad alcuni esami, che però non rivelarono anomalie. Tuttavia, Rilke percepiva il venir meno del suo equilibrio fisico, che sempre lo aveva accompagnato durante la vita, benché i medici non avessero riscontrato problemi gravi. Nel febbraio 1924 Rilke iniziò a scrivere con maggior costanza in francese: sottopose a Valéry la sua traduzione di Charmes. L'autore di Sète decise di far visita a Rilke, e giunse a Sierre, ove trovò il poeta tedesco ad attenderlo: i due andarono poi a Muzot, trascorrendovi la notte; Valéry ripartì il giorno seguente. Il 17 maggio Clara Westhoff visitò Rilke, e rimase presso la sua casa fino al 29 maggio: fu l'ultimo incontro tra i due. Dopo un viaggio in automobile attraverso la Svizzera compiuto insieme a Nanny Wunderly, Rilke dovette recarsi a Montreux, e lì incontrò il dottor Hämmerli; il 17 novembre scrisse alla moglie, dicendole che l'anno appena trascorso era stato il più difficile della sua vita. Il 24 novembre rientrò nella clinica Val-Mont, e vi rimase sino al 7 gennaio 1925. Tornò poi a Parigi, ove incontrò il suo traduttore Maurice Betz, il critico letterario Charles Du Bos, e alcune vecchie conoscenze. Il 10 aprile 1925 contrasse l'influenza, che lo costrinse a letto: il male lo renderà debole, e si protrarrà fino al mese di maggio. Il 14 luglio Rilke incontrò per l'ultima volta Gide, salutandolo alla stazione prima che partisse per il Congo; il 18 agosto lasciò Parigi e, insieme a Baladine Klossowska, viaggiò attraverso la Borgogna, giungendo a Milano dopo una breve sosta a Baveno. L'11 settembre Klossowska e Rilke si separano; Rilke scrisse, all'amico Kippenberg, che il 1925 fu uno degli anni peggiori di tutta la sua esistenza. Dal 16 al 30 settembre fu a Bad Ragaz per alcune cure: alla fine del mese si rivelarono evidenti nuovi sintomi del suo male, dei noduli all'interno delle labbra che gli rendono difficoltoso il parlare.

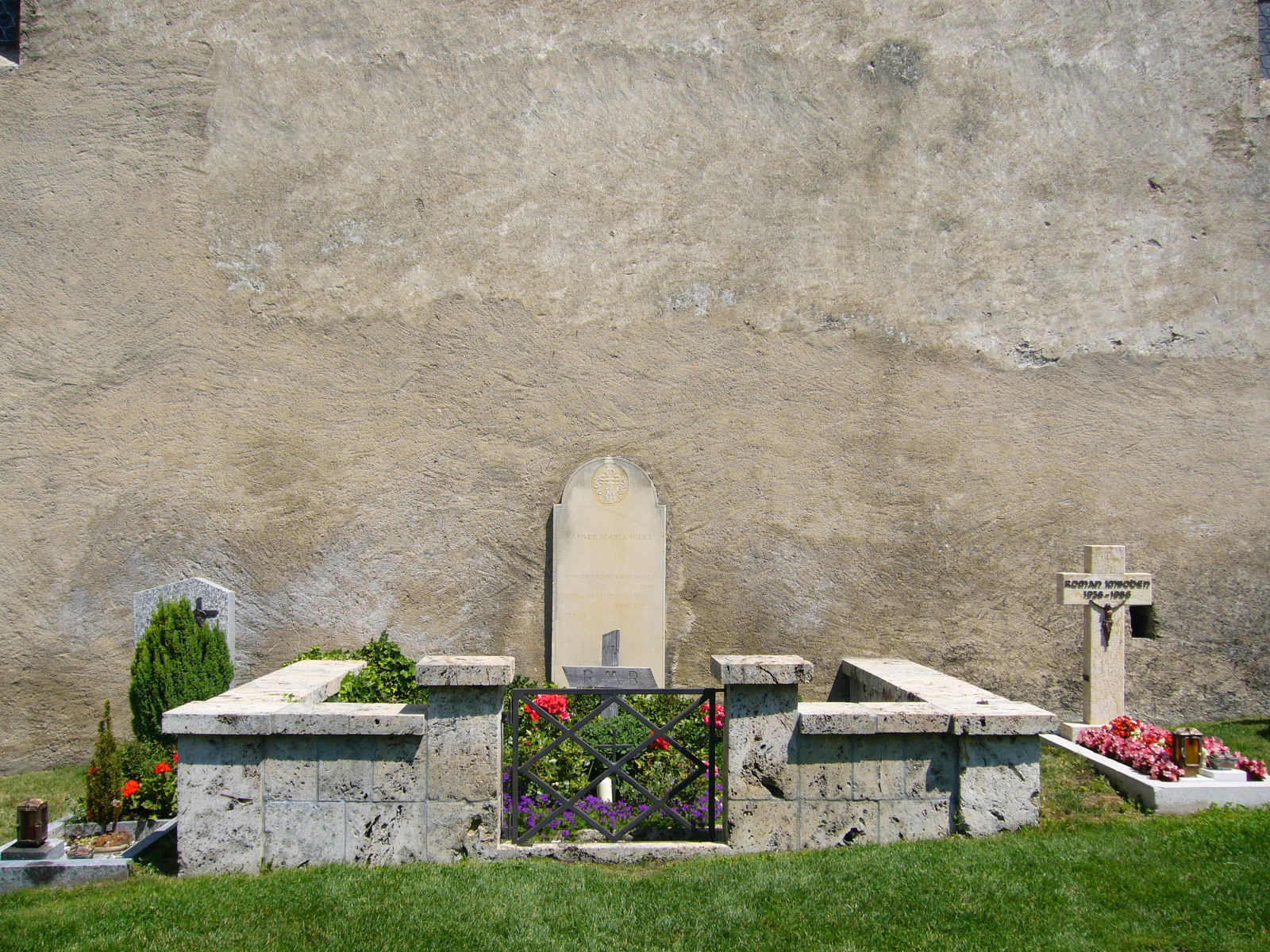
La tomba di Rilke a Raron, recante lo stemma familiare da lui disegnato. Le esecutrici testamentarie, Baladine Klossowska e Nanny Wunderly-Volkart si occuparono, come da desiderio del poeta, di recuperare una lapide storica. Lo scultore olandese Jean Van Dongen (fratello del pittore Kees Van Dongen) incise lo stemma (modellato sugli stemmi araldici nobiliari), il nome, senza data, con l'epitaffio: Rose, oh reiner Widerspruch. / Lust, / Niemandes Schlaf zu sein / unter soviel / Lidern.

Alcuni medici di Zurigo, però, esclusero che si trattasse di cancro, come invece temuto da Rilke, basandosi su sintomi avuti dalla figlia di un'amica morta di leucemia, Wera Ouckama Knoop di 19 anni, alla cui memoria dedicò i Sonetti a Orfeo. Il 27 ottobre il poeta scrisse il suo testamento in cui indicò, peraltro, anche il suo epitaffio: "Rosa, oh pura contraddizione! Voglia d'essere il sonno di nessuno sotto sì tante palpebre". Il 4 dicembre trascorse a Muzot, malato e solo, il suo 50º compleanno.
Nel gennaio 1926 le condizioni di Rilke s'aggravarono ulteriormente: si sottopose a cure mediche che interruppe per correggere le bozze di Vergers e della traduzione in francese del Malte. Si trasferì poi a Glion, sospendendo ancora una volta le cure prescrittegli dal dottor Hämmerli; dovette poi far ritorno a Val-Mont. Nei mesi di settembre e ottobre tradusse i dialoghi di Valéry: il 19 ottobre si ammalò di febbre intestinale, che portò le sue condizioni a peggiorare ancora durante il mese di novembre. Le cure dell'epoca per l'anemia, come l'arsenico, tossico, peggiorano tutto. Soffre di dolori ossei, addominali e allucinazioni, probabilmente è colpito da emorragia surrenale o cerebrale.
Il 27 novembre, con il dolore divenuto insopportabile (principalmente causato da ulcere boccali, sofferenza allo stomaco e dolore addominale ad intestino, milza, fegato), Rilke fece chiamare un medico, che gli ordinò alcune analisi del sangue: il risultato rivelò che lo scrittore era affetto da leucemia acuta, probabilmente la fase terminale inguaribile (crisi blastica) della patologia oggi nota come leucemia mieloide cronica. Il 30 novembre è ricoverato ancora al Val-Mont. Il 15 dicembre scrive una lettera a Rudolf Kassner («mio caro Kassner, era questo dunque, di cui da tre anni mi preavvertiva insistentemente la mia salute: io sono ammalato in una maniera miserabile e infinitamente dolorosa, un mutamento poco conosciuto di cellule sanguigne è l'origine dei più crudeli processi, dispersi in tutto il corpo»), seguita dagli ultimi versi, abbozzo di una poesia: «Il dolore e la prossimità alla morte sono ciò che frantumano l'io e il linguaggio». L'ultima lettera è datata 21 dicembre.
Rilke morì una settimana dopo, il 29 dicembre 1926, dopo un lungo periodo di febbre alta (sui 40 gradi) e forti dolori, in presenza del medico curante. Fu sepolto, seguendo le sue volontà testamentarie, nel cimitero di Raron.
Nel 1927, Robert Musil tenne un discorso a Berlino in ricordo di Rainer Maria Rilke.

## Poetica
Rilke si muove nella sua poesia in modo simile alle filosofie di Schopenhauer e soprattutto Nietzsche, verso una radicale rottura col cristianesimo occidentale da una parte, e con la ricerca di una spiegazione moderna e scientifica della verità dall'altra. L'influenza di Nietzsche lo porta ad un confronto-scontro con il classicismo.
La biografia del giovane Rilke è caratterizzata dall'esperienza della mancanza di una patria. Appare così naturale che le sue prime poesie trattino in particolar modo questo tema. A queste appartengono osservazioni sulla sua città natale Praga, nel volume Larenopfer soprattutto, che uscì nel 1896.

Tra le prime opere di Rilke vi sono le raccolte di poesie Wegwarten, Traumgekrönt e Advent. Con il volume Mir zur Feier (1897/89) Rilke si volge per la prima volta sistematicamente a considerazioni sul mondo interiore (spirituale) delle persone, che rappresenta il luogo di sé stesso all'esterno della patria che gli è mancata a lungo. La raccolta Dir zur Feier (1897/98) è l'unica dichiarazione d'amore all'adorata Lou Andreas-Salomé.

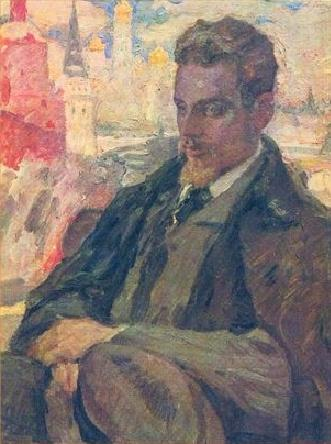
Rilke ritratto da Leonid Pasternak due anni dopo la morte

Il Breviario (Das Stundenbuch), composto di tre parti e apparso tra il 1899 e il 1903, rappresenta l'apice della prima produzione artistica di Rilke, e secondo lo stesso autore è espressione del suo diretto rapporto con Dio, che abbandona ogni collegamento tradizionale e tipico della Chiesa. Alcune espressioni estatiche mostrano le strutture che secondo l'autore ottengono la migliore musicalità e il più alto virtuosismo della lingua.
La filosofia di Nietzsche, mediata anche dall'amica intima Lou Andreas-Salomè, assume negli anni della Jahrhundertwende, a cavallo tra l'Ottocento e il Novecento, una notevole influenza su Rilke. Il radicale riconoscimento della realtà senza consolazioni da altre parti o sviluppi sociali romantici caratterizza anche la visione del mondo dell'autore. Intense osservazioni della natura, dei comportamenti umani e delle vite affettive esemplificano quanto appena affermato. Tutto ciò contribuisce alla creazione del mondo interiore di Rilke, che supera la verità immanente. In particolare nei Sonetti a Orfeo e negli anni della malattia finale Rilke raccoglie pienamente la sfida dell'amor fati, lanciata dal filosofo di Ecce Homo e Così parlò Zarathustra, rispondendo alla caducità e alla morte come dati ineluttabili dell'esistenza con un'accettazione totale.
Tra i lavori di Rilke della fase intermedia, compresa tra il 1910 e il 1912, i più importanti sono le Nuove Poesie (Neuen Gedichte) e il romanzo I quaderni di Malte Laurids Brigge (Die Aufzeichnungen des Malte Laurids Brigge). In queste opere Rilke focalizza l'attenzione sul mondo delle esperienze umane. In queste esperienze egli cerca di comprendere l'essenza delle cose. Da ciò nascono le Dinggedichte (come Blaue Hortensie e Der Panther), che mostrano il significato dell'oggetto dopo un'attenta osservazione e dopo questa indicazione creano una certa coscienza dell'oggetto nel lettore. La prospettiva dell'autore è introspettiva e soggettiva; Il paradigma positivista si frantuma: non esiste una realtà esterna già data misurabile, ma al contrario le cose, gli oggetti si colorano delle nostre esperienze, hanno un senso solo quando esprimono il significato che hanno per noi.
In questo modo la poesia di Rilke può esser definita simbolista. Una tale concezione del mondo, che Rilke chiama Hiersein, arriva ad un massimo di radicalità, che però non spaventa tale visione nemmeno con l'esperienza di miseria e morte. Ciò porta ad un espressionismo specifico nella prima parte delle Duineser Elegien, il cui stile patetico fa prevalere l'obiettività e una mancanza di fervore in questa nuova fase.
Questo stile viene completato da Rilke dopo la lunga pausa tra il 1912 e il 1922 (trascorsa al castello di Duino dei principi della Torre e Tasso, ora punto di approdo del sentiero a lui intitolato, il sentiero Rilke), con il completamento delle Duineser Elegien e dei Sonetten an Orpheus. Le ultime poesie sono l'apoteosi dei sensi e della realtà, la quale può esser compresa da chi ama e da chi è defunto in giovane età in una pura interiorità.

## Analisi
Rilke viene oggi riconosciuto come il maggior poeta tedesco dell'età moderna, come uno dei più grandi interpreti lirici della spiritualità moderna, ma la sua opera si ricollega più che altro al secolo precedente, ai simbolisti francesi (di cui tradusse anche diverse opere) e al clima decadente di fine Ottocento/inizio Novecento. Uno dei temi di fondo delle opere di Rilke è la religiosità, profondamente influenzata dall'ambiente cattolico della sua famiglia, ma che si modifica nelle opere seguenti ai viaggi in Russia in cui era venuto a contatto con l'anziano Tolstoj, cioè in Storie del buon Dio e nel Libro delle ore (in tedesco: Das Stundenbuch, 1899-1903).
Qui il Dio di Rilke appare panteistico e presente in tutte le cose, e la sua religiosità sembra più di tipo lirico-simbolico. Accanto a ciò l'altro grande elemento dell'uomo senza casa, presente anche in Franz Kafka, un uomo privo quindi delle certezze basilari sulla sua vita e che soffre profondamente per questa sua condizione.
A partire dal Libro delle immagini (Das Buch der Bilder, 1902 seconda edizione del 1906) la sua poesia prende una via nuova, sulla quale si sente l'influenza delle altre arti, pittura e scultura con le quali era venuto a contatto soprattutto nel suo soggiorno parigino; il poeta non vuole più parlare ma cerca una soggettività facendo parlare le cose, gli uomini, gli animali, ottenendo i suoi esiti più alti nelle Poesie Nuove (Neue Gedichte, 1907). In seguito la produzione di Rilke sarà sempre più simbolica-profetica e filosofica, di non facile comprensione. Di particolare interesse per la sua poetica è il concetto di «spazio interno del mondo», quel «Weltinnenraum» che Rilke vede estendersi attraverso tutti gli esseri:
Durch alle Wesen reicht der eine Raum: / Weltinnenraum. [...]
Attraverso ogni essere uno spazio: / spazio interno del mondo. [...]

## Opere

### Poesia
- Leben und Lieder. Bilder und Tagebuchblätter (1894)
- Larenopfer (1895)
- Wegwarten. Lieder dem Volke geschenkt (1896)
- Traumgekrönt. Neue Gedichte (1896)
- Advent (1897)
- Mir zur Feier (1899)
  - Das Buch vom mönchischen Leben (1899)
  - Das Buch von der Pilgerschaft (1901)
  - Das Buch von der Armut und vom Tode (1903)
- Das Buch der Bilder (Libro delle Immagini) (1902; 1906)
- Das Stunden-Buch (Libro delle Ore) (1905)
- Neue Gedichte (Nuovi poemi) (1907)
- Der neuen Gedichte anderer Teil (1908)
- Requiem (1909)
- Das Marien-Leben (1912)
- Erste Gedichte (1913)
- Duineser Elegien (Elegie duinesi) (1923)
- Die Sonette an Orpheus (Sonetti a Orfeo) (1923)

### Prosa
- Feder und Schwert (1893)
- Pierre Dumont (1894)
- Die Näherin (circa 1894-95)
- Was toben die Heiden? (circa 1894-95)
- Das Eine (circa 1894-95)
- Der Rath Horn (circa 1894-95)
- Der Dreiklang (circa 1894-95)
- Schwester Hélène (circa 1894-95)
- Silberne Schlangen (circa 1894-95)
- To (circa 1894-95)
- Der Tod (circa 1894-95)
- Der Ball (circa 1894-95)
- Der Betteltoni (circa 1894-95)
- Eine Heilige (circa 1894-95)
- Zwei Schwärmer (circa 1894-95)
- Bettys Sonntagstraum (circa 1894-95)
- Die goldene Kiste (1895)
- Der Apostel (1896)
- Ein Charakter (1896)
- Ihr Opfer (1896)
- Im Vorgärtchen (1896)
- Sonntag (1896)
- Totentänze. Zwielicht-Skizzen (1896)
- Requiem (circa 1897)
- Heiliger Frühling (1897)
- Masken (1898)
- Leise Begleitung (1898)
- Generationen (1898)
- Am Leben hin, Novellen und Skizzen (1898)
- Ewald Tragy (1898)
- Der Kardinal. Eine Biographie (1899)
- Frau Blahas Magd (1899)
- Fernsichten. Skizze aus dem Florenz des Quattrocento (1899)
- Zwei Prager Geschichten (1899)
- Due storie praghesi ed. Studio Tesi
- Im Leben (1899)
- Teufelsspuk (1899)
- Das Lachen des Pán Mráz (1899)
- Wladimir, der Wolkenmaler (1899)
- Wladimir il pittore di nuvole ed. Studio Tesi
- Ein Morgen (1899)
- Das Haus (1900)
- Die Letzten (1901)
- Reflexe (1902)
- Der Drachentöter (1902)
- Die Turnstunde (1899; 1902)
- Der Grabgärtner (1899), endgültige Fassung: Der Totengräber (1903)
- Vom lieben Gott und Anderes (1900), ab 2. Auflage (1904): Geschichten vom lieben Gott
- Die Weise von Liebe und Tod des Cornets Christoph Rilke (1906; 1912)
- Die Aufzeichnungen des Malte Laurids Brigge (I quaderni di Malte Laurids Brigge) (1910)

### Lettere
- Briefe an einen jungen Dichter
  - Lettere a un giovane poeta, trad. di Guglielmo degli Ubertis, Firenze: Cya, 1944
  - Lettere a un giovane poeta. Lettere a una giovane signora. Su Dio, trad. di Leone Traverso, Milano: Adelphi, 1980
  - Lettere a un giovane poeta, Mattioli 1885, Fidenza 2012 traduzione di Franca Brea ISBN 978-88-6261-304-0
- Il settimo sogno. Lettere 1926 (con Marina Cvetaeva e Boris Pasternak), a cura di Konstantin Azadovskij, Elena e Evgenij Pasternak, ed. italiana a cura di Serena Vitale, trad. di Joyce Fischer e Serena Vitale, Roma: Editori riuniti, 1980
- Epistolario 1897-1926, (con Lou Andreas Salomé), a cura di Ernst Pfeiffer, trad. Claudio Groff e Paola Maria Filippi, Milano: La tartaruga, 1984; Milano: Ipoc, 2014
- Lettere su Cézanne, a cura di Giorgio Zampa, Milano: Electa, 1984
- Lettere a Merline (Baladine Klossowska), Milano: Archinto, 1988
- La coppa di silenzio. Lettere 1906-1926 (con Stefan Zweig), a cura di Donald A. Prater, Milano: Archinto, 1989
- La vita comincia ogni giorno, traduzione e cura di Marco Federici Solari, Roma, L'orma, 2017.

### Teatro
- Jetzt und in der Stunde unseres Absterbens (1896)
- Im Frühfrost (1897)
- Höhenluft (1897, pubblicato nel 1961)
- Ohne Gegenwart (1897)
- Mütterchen (1898)
- Die weiße Fürstin (1898; 1904)
- Waisenkinder (1901)
- Das tägliche Leben (1901)

### Diari
- Il diario fiorentino (Das Florenzer Tagebuch. 1898, 1942)[61], Prefazione, trad. e cura di Giorgio Zampa, Collana Il ramo d'oro, Milano, Rizzoli, 1981. - Bibliografia a cura di Gabriella Rovagnati, Collana Classici, Milano, BUR, 1990, ISBN 9788817167857; Collana Testi e Documenti, Milano, SE, 2011, ISBN 978-88-771-0916-3.
- Diario di Parigi (1902), traduzione di Andreina Lavagetto, Collana Supercoralli, Torino, Einaudi, 2003, ISBN 978-88-061-6107-1.
- Rilke a Capri. Diari, racconti, conversazioni, a cura di Amelia Valtolina, La Conchiglia, 2014, ISBN 978-88-609-1053-0.